# Белки, связывающие одноцепочечную ДНК

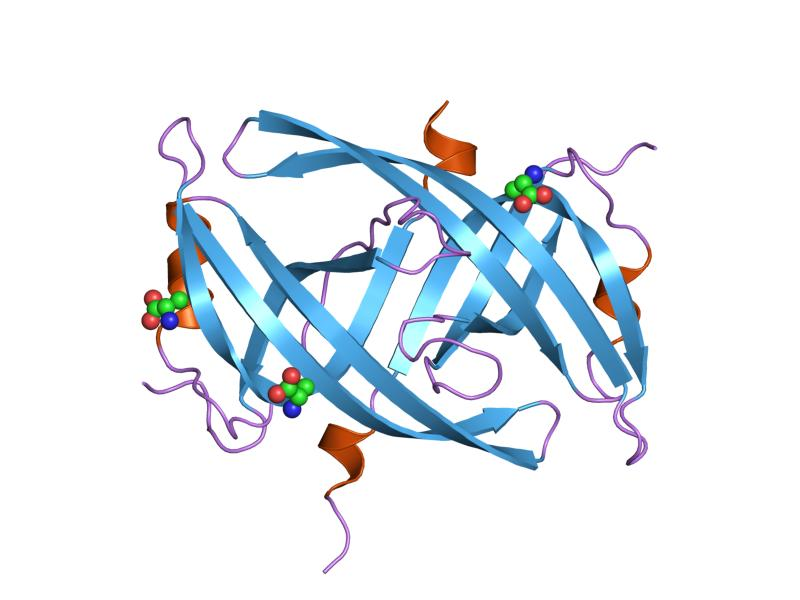
Протеин PriB- (1v1q) из бактерии Escherichia coli.

Белки, связывающие одноцепочечную ДНК (SSB-моменты)  (англ. Single-strand binding protein, SSB, SSBP) — связывают одноцепочечные фрагменты ДНК, и предотвращают комплементарное спаривание. Одноцепочечные участки ДНК имеют термодинамически более выгодную форму — дуплекс. Белки SSB предотвращают образование дуплекса и позволяют компонентам репликационной вилки осуществлять репликацию ДНК.
Белки SSB обнаружены во всех живых организмах, от вирусов до человека. Многие SSB фагов и вирусов функционируют как мономеры, SSB эукариот, например  репликативный белок А являются гетеротримерными, SSB E. coli — гомотетрамер.

## Функционирование
Белки, связывающие одноцепочечную ДНК работают при репликации ДНК в комплексе с хеликазой, ДНК-полимеразой и другими белками, удерживая расплетённые хеликазой нити ДНК от соединения, пока ДНК-полимераза не достигнет удерживаемого участка ДНК и не сгенирируют новую нить на матрице только что расплетённой нити.